# Hemiapterus decurtatus
Hemiapterus decurtatus is een halfvleugelig insect uit de familie Aphrophoridae. De wetenschappelijke naam van deze soort is voor het eerst geldig gepubliceerd in 1904 door Jacobi.